# Liste von Museen in Tschechien
Dies ist eine Liste der bedeutendsten Museen in Tschechien.

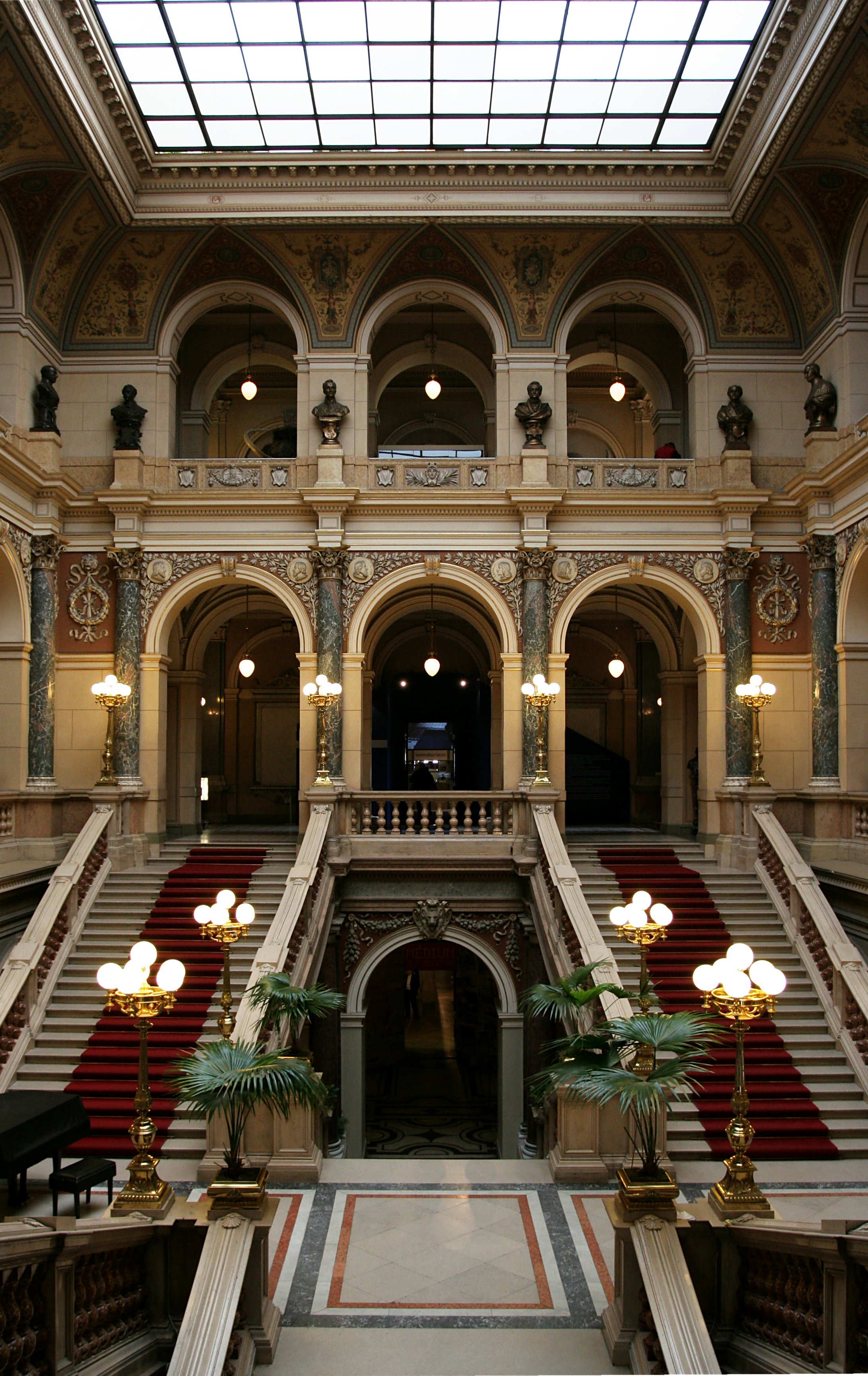
Zentrales Treppenhaus im Hauptgebäude des Prager Nationalmuseums

Das staatliche Tourismusportal der Tschechischen Republik (CZeCOT) beziffert die Zahl der Galerien und Museen im Land auf über 700 mit zusammengenommen ca. 50 Millionen Exponaten und jährlich rund 7 Millionen Besuchern. Allein auf die Stadt Prag entfallen über 200 Galerien und Museen. Die Städte Brünn, Ostrava und Pilsen beherbergen jeweils zwischen 50 und 30 Museen und Galerien.
Die zwei bedeutendsten Einrichtungen sind das Nationalmuseum und die Nationalgalerie. Zu den außerdem vom tschechischen Kultusministerium geförderten Einrichtungen gehören rund 20 weitere Museen und Galerien. Zu den städtischen Einrichtungen in Prag gehören unter anderem die Galerie der Stadt Prag, das Stadtmuseum und das Štefánik-Observatorium und Planetarium.

## Naturkundemuseen
| Museum | tschech. Name                   | Website            |
| --- | ------------------------------- | ------------------ |
| Nationalmuseum in Prag – Lapidarium – Naturkundemuseum – Historisches Museum – Náprstek-Museum für asiatische, afrikanische und amerikanische Kultur – Tschechisches Museum der Musik                                                              | Národní muzeum                  | www.nm.cz          |
| Nationales Landwirtschaftsmuseum in Prag – Museum für Landtechnik in Čáslav – Museum des böhmischen Landes im Schloss Kačina – Museum für Forstwesen, Jagdwesen und Fischerei im Schloss Ohrada – Weinbau-, Gartenbau- und Umweltmuseum in Valtice | Národní zemědělské muzeum       | www.nzm.cz         |
| Mineralogisches Museum der Naturwissenschaftlichen Fakultät der Karlsuniversität | Mineralogické muzeum            |                    |
| Chlupáč-Museum für Erdgeschichte der Naturwiss. Fakultät der Karlsuniversität | Chlupáčovo muzeum historie Země | www.natur.cuni.cz  |
| Hrdlička-Museum für Anthropologie der Naturwiss. Fakultät der Karlsuniversität | Hrdličkovo muzeum člověka       |                    |
| Štefánik-Sternwarte in Prag | Hvězdárna a planetárium         | www.observatory.cz |
| Planetarium in Prag | Planetárium                     | www.planetarium.cz |

## Heimat- und Volkskundemuseen

### Freilichtmuseen
| Museum                                        | tschech. Name          | Website                |
| --------------------------------------------- | ---------------------- | ---------------------- |
| Freilichtmuseum in Doubrava                   | Skanzen Doubrava       | www.skanzendoubrava.cz |
| Freilichtmuseum in Krňovice                   | Skanzen Krňovice       | www.krnovice.cz        |
| Freilichtmuseum in Strážnice                  | Skanzen                | www.skanzen.nulk.cz    |
| Freilichtmuseum Řepora (Prag, 5. Stadtbezirk) | Skanzen                |                        |
| Freilichtmuseum in Vysoký Chlumec             | Skanzen Vysoký Chlumec | www.muzeum-pribram.cz  |
| Freilichtmuseum in Přerov nad Labem           | Polabské muzeum        | www.polabskemuzeum.cz  |

### Volkskundemuseen
| Museum                                                                                              | tschech. Name             | Website                   |
| --------------------------------------------------------------------------------------------------- | ------------------------- | ------------------------- |
| Hussitenmuseum in Tábor                                                                             | Husitské muzeum           | www.husitskemuzeum.cz     |
| Walachisches Freilichtmuseum in Rožnov pod Radhoštěm                                                | Valašské muzeum v přírodě | www.vmp.cz                |
| Collegium Bohemicum – Museum der deutschsprachigen Bewohner der böhmischen Länder in Ústí nad Labem | Collegia Bohemica         | www.collegiumbohemicum.cz |
| Jüdisches Museum in Prag                                                                            | Židovské muzeum           | www.jewishmuseum.cz       |
| Museum der Roma-Kultur in Brünn                                                                     | Muzeum romské kultury     | www.rommuz.cz             |

### Heimatmuseen mit besonderem Themenschwerpunkt
| Museum                                    | tschech. Name                         | Website                                        |
| ----------------------------------------- | ------------------------------------- | ---------------------------------------------- |
| Museum des Puppenspiels in Chrudim        | Muzeum loutkářských kultur            | www.puppets.cz                                 |
| Puppenmuseum in Plzeň                     | Muzeum loutek                         | www.muzeumloutek.cz                            |
| Gespenstermuseum in Plzeň                 | Muzeum strašidel                      | www.muzeumstrasidel.cz                         |
| Alchemie-Museum in Kutná Hora             | Muzeum alchymistů                     | www.alchemy.cz                                 |
| Museum des Kommunismus in Prag            | Muzeum komunismu                      | www.muzeumkomunismu.cz                         |
| Nationales Pädagogisches Museum in Prag   | Národní pedagogické muzeum            | www.pmjak.cz                                   |
| Leibeserziehungs- und Sportmuseum in Prag | Muzeum dějin tělesné výchovy a sportu |                                                |
| Choco story – Schokoladenmuseum in Prag   |                                       | www.choco-story-praha.cz                       |
| Kaffee-Museum in Prag                     | Muzeum kávy                           | www.coffeemuseum.cz                            |
| Brauereimuseum in Ostrava                 | Pivovarské muzeum                     |                                                |
| Brauereimuseum in Plzeň                   | Pivovarské muzeum                     |                                                |
| Feuerwehrmuseum in Ostrava                | Hasičské muzeum                       | www.hzsmsk.cz                                  |
| Bergbaumuseum in Ostrava (Landek-Park)    | Hornické muzeum                       | www.landekpark.cz                              |
| Bergbaumuseum in Příbram                  | Hornické muzeum                       | www.muzeum-pribram.cz                          |
| Bergbaumuseum in Sokolov                  | Hornické muzeum                       |                                                |
| Bergbaumuseum in Krásno                   | Hornické muzeum                       | Bergbaumuseum Krásno                           |
| Böhmisches Silbermuseum in Kutná Hora     | České muzeum stříbra                  | www.cms-kh.cz                                  |
| Burg Seeberg in Ostroh (Poustka)          | Hrad Seeberg                          | www.muzeum-frantiskovylazne.cz/de/ber-die-burg |

### Regionale Heimatmuseen
| Museum                                             | tschech. Name          | Website               |
| -------------------------------------------------- | ---------------------- | --------------------- |
| Nordböhmisches Museum in Liberec                   | Severočeské muzeum     | www.muzeumlb.cz       |
| Mittelböhmisches Museum in Roztoky                 | Středočeské muzeum     | www.muzeum-roztoky.cz |
| Ostböhmisches Museum in Hradec Králové             | Muzeum východních Čech | www.muzeumhk.cz       |
| Ostböhmisches Museum in Pardubice                  | Východočeské muzeum    | www.vcm.cz            |
| Südböhmisches Museum in Budweis                    | Jihočeské muzeum       | www.muzeumcb.cz       |
| Westböhmisches Museum in Plzeň                     | Západočeské muzeum     | www.zcm.cz            |
| Mährisches Landesmuseum in Brünn                   | Moravské zemské muzeum | www.mzm.cz            |
| Museum der Mährischen Slowakei in Uherské Hradiště | Slovácké muzeum        | www.slovackemuzeum.cz |
| Schlesisches Landesmuseum in Opava                 | Slezské zemské muzeum  | www.mzm.cz            |
| Museum des Böhmischen Paradieses in Turnov         | Muzeum Českého ráje    | www.muzeum-turnov.cz  |

### Kommunale Heimatmuseen
| Museum                        | tschech. Name         | Website                            |
| ----------------------------- | --------------------- | ---------------------------------- |
| Museum der Hauptstadt Prag    | Muzeum hlavního města | www.muzeumprahy.cz                 |
| Stadtmuseum in Brünn          | Muzeum města          | www.spilberk.cz                    |
| Stadtmuseum in Ostrava        | Ostravské muzeum      | www.ostrmuz.cz                     |
| Diözesemuseum in Plzeň        | Diecézní muzeum       | www.bip.cz                         |
| Erzdiözesemuseum in Olmütz    | Arcidiecézní muzeum   | www.olmuart.cz                     |
| Heimatmuseum in Olmütz        | Vlastivědné muzeum    | www.vmo.cz                         |
| Stadtmuseum in Ústí nad Labem | Muzeum města          | www.muzeumusti.cz                  |
| Stadtmuseum in Karlsbad       | Muzeum Karlovy Vary   | www.kvmuz.cz                       |
| Stadtmuseum in Franzensbad    | Městské muzeum        | www.muzeum-frantiskovylazne.cz/de/ |

## Kunstmuseen

### Alle Kunststile und Jahrhunderte

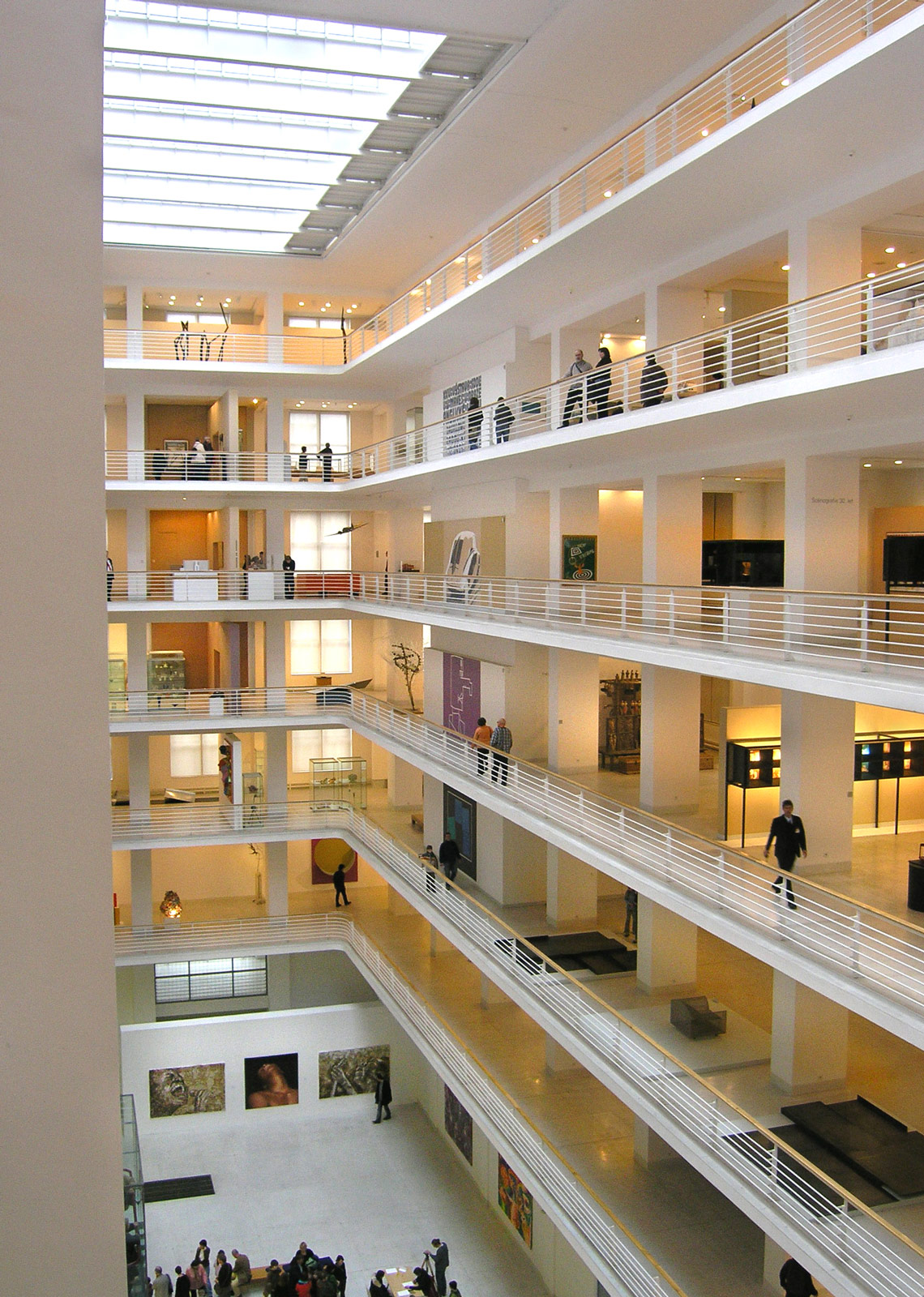
Zentrales Atrium im Veletržní palác (Ausstellungspalast) der Prager Nationalgalerie

| Museum | tschech. Name                  | Website                                                   |
| --- | ------------------------------ | --------------------------------------------------------- |
| Nationalgalerie in Prag – Sammlung Alte Meister im Palais Sternberg und Palais Schwarzenberg – Sammlung Kunst des 19. Jahrhunderts im Kloster St. Georg – Sammlung Moderne und Zeitgenössische Kunst im Veletržní palác – Sammlung Fernöstliche Kunst im Palais Goltz-Kinsky | Národní galerie                | www.ngprague.cz                                           |
| Galerie der Stadt Prag (ghmp) in Prag | Galerie hlavního města Prahy   | www.ghmp.cz                                               |
| Kunstgewerbemuseum in Prag | Uměleckoprůmyslové museum      | www.upm.cz                                                |
| Kunstmuseum in Olmütz | Muzeum umění                   | www.olmuart.cz                                            |
| Mährische Galerie in Brünn | Moravská galerie               | www.moravska-galerie.cz                                   |
| Karlsbrücke-Museum in Prag |                                | www.muzeumkarlovamostu.cz                                 |
| Wachsfigurenmuseum in Prag (mit Niederlassungen in Český Krumlov und Karlštejn) |                                | www.waxmuseumprague.cz                                    |
| Museum für Glas und Bijouterie in Jablonec nad Nisou | Muzeum skla a bižuterie        | www.msb-jablonec.cz                                       |
| Museum Kampa der Jan und Meda Mládek-Stiftung in Prag |                                | www.museumkampa.com                                       |
| Museum der tschechischen Literatur (PNP) in Prag | Památník národního písemnictví | www.pamatniknarodnihopisemnictvi.cz                       |
| Pop-Museum in Prag |                                | www.popmuseum.cz                                          |
| Filmmuseum in Prag |                                |                                                           |
| Villa Müller in Prag |                                | www.mullerovavila.cz                                      |
| Villa Tugendhat in Brünn |                                | www.tugendhat.eu                                          |
| Egon Schiele Art Centrum in Cesky Krumlov |                                | http://www.schieleartcentrum.cz/de/schiele-und-krumau/42/ |

### Kunstgalerien der Gegenwart
| Museum                                                   | tschech. Name                     | Website                  |
| -------------------------------------------------------- | --------------------------------- | ------------------------ |
| Galerie der Akademie der Musischen Künste (gamu) in Prag | Galerie Akademie múzických umění  | www.gamu.cz              |
| Galerie der Akademie der Bildenden Künste (avu) in Prag  | Galerie Akademie výtvarných umění | www.avu.cz               |
| Zentrum für gegenwärtige Kunst FUTURA in Prag            |                                   | www.futuraproject.cz     |
| Zentrum für gegenwärtige Kunst DOX in Prag               |                                   | www.doxprague.org        |
| Galerie Montanelli der Stiftung DrAK in Prag             |                                   | www.nadacedrak.com       |
| Museum Montanelli (MuMo) der Stiftung DrAK in Prag       | Muzeum Montanelli                 | www.muzeummontanelli.com |
| Artbanka Museum of Young Art (AMoYA) in Prag             |                                   | www.artbanka.cz          |

## Biografische Museen

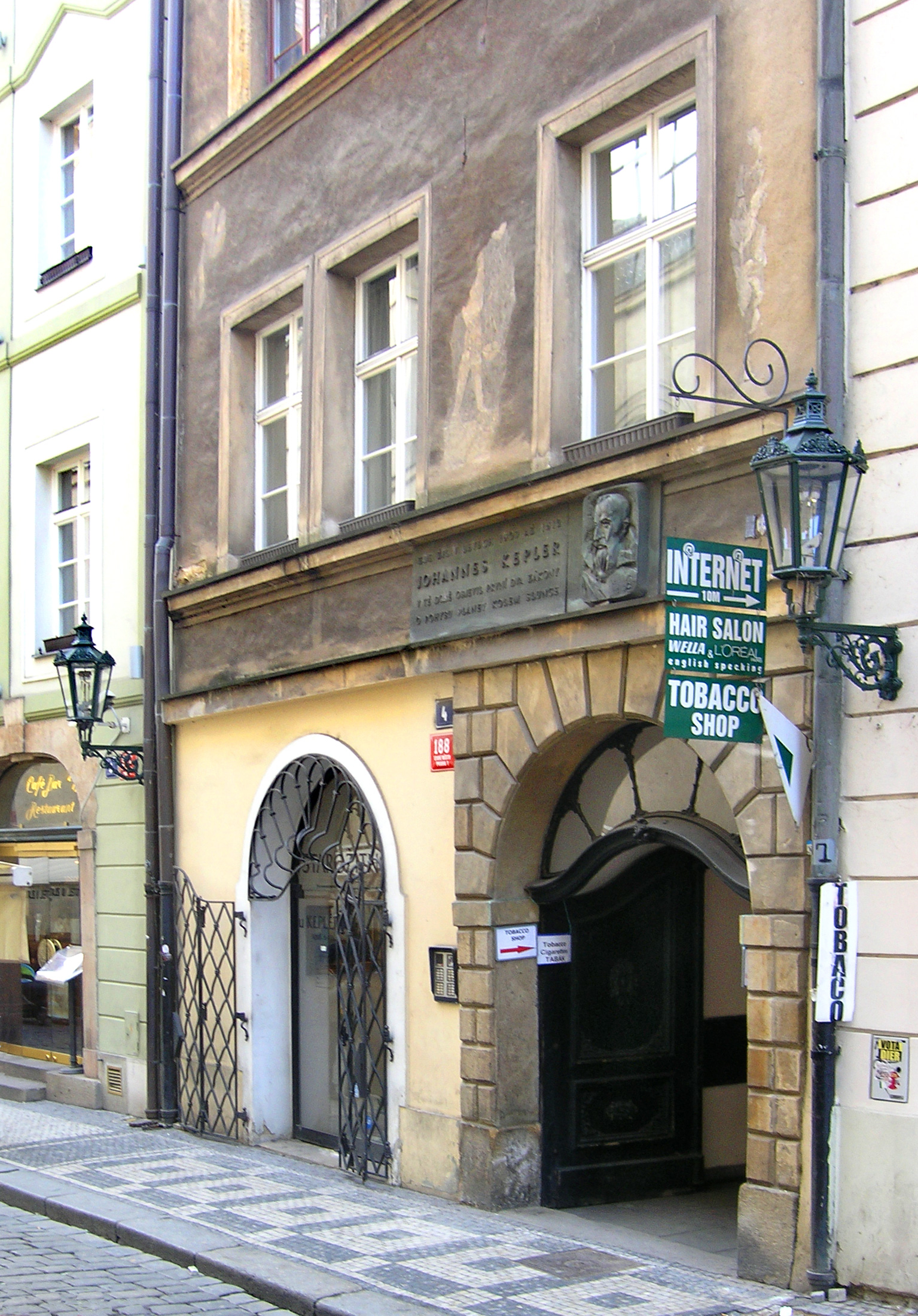
Kepler-Haus in der Prager Altstadt

| Museum                                                                 | tschech. Name                | Website                |
| ---------------------------------------------------------------------- | ---------------------------- | ---------------------- |
| Antonín Dvořák Museum in Prag                                          | Muzeum Antonína Dvořáka      |                        |
| Bedřich Smetana Museum in Prag                                         | Muzeum Bedřicha Smetany      |                        |
| Franz-Kafka-Museum in Prag                                             | Franz Kafka muzeum           | www.kafkamuseum.cz     |
| Johannes-Kepler-Museum in Prag                                         | Keplerovo muzeum             | www.keplerovomuzeum.cz |
| W.-A.-Mozart-Museum in der Villa Bertramka in Prag (z. Z. geschlossen) | Muzeum W. A. Mozarta         | www.bertramka.cz       |
| Alfons-Mucha-Museum in Prag                                            | Muchovo muzeum               | www.mucha.tyden.cz     |
| Gustav-Mahler-Haus in Jihlava                                          | Domě Gustava Mahlera         | www.mahler.cz          |
| J.-A.-Comenius-Museum in Uherský Brod                                  | Muzeum Jana Amose Komenského | www.mjakub.cz          |

## Technikmuseen

### Allgemeine Technik
| Museum                                                                                        | tschech. Name            | Website                |
| --------------------------------------------------------------------------------------------- | ------------------------ | ---------------------- |
| Nationales Technisches Museum in Prag – Museum für Architektur und Bauwesen – Eisenbahnmuseum | Národní technické muzeum | www.ntm.cz             |
| Technisches Museum in Brünn                                                                   | Technické muzeum         | www.technicalmuseum.cz |
| Gas-Museum in Prag                                                                            | Plynárenské muzeum       |                        |
| Tatra-Museum in Kopřivnice                                                                    | Technické muzeum Tatra   | www.tatramuseum.cz     |

### Eisenbahnmuseen
| Museum                                                             | tschech. Name                   | Website                      |
| ------------------------------------------------------------------ | ------------------------------- | ---------------------------- |
| Eisenbahnmuseum der Tschechischen Bahnen (ČD) in Lužná u Rakovníka | Muzeum Českých drah             | www.cdmuzeum.cz              |
| Eisenbahnmuseum in Jaroměř                                         | Železniční muzeum               | www.spolecnost-zeleznicni.cz |
| Eisenbahnmuseum in Zlonice                                         | Železniční muzeum               |                              |
| Eisenbahnmuseum in Zubrnice                                        | Železniční muzeum               | www.zmz.cz                   |
| Museum des öffentlichen Personennahverkehrs in Prag                | Muzeum městské hromadné dopravy | www.dpp.cz                   |

### Militärmuseen
| Museum                                                | tschech. Name             | Website                |
| ----------------------------------------------------- | ------------------------- | ---------------------- |
| Luftfahrtmuseum Olmütz                                | Letecké muzeum Olomouc    | www.letecke-muzeum.cz  |
| Luftfahrtmuseum Kbely                                 | Letecké muzeum Kbely      | www.vhu.cz             |
| Luftfahrtmuseum Kunovice                              | Letecké muzeum Kunovice   | www.museum-kunovice.cz |
| Technisches Militärmuseum Lešany in Týnec nad Sázavou | Vojenské technické muzeum |                        |
| Armeemuseum Žižkov in Prag-Žižkov                     | Armádní muzeum            |                        |
| Militärmuseum Králíky                                 | Vojenské muzeum           | www.armyfort.com       |
| Militärmuseum Ořechov                                 | Vojenské muzeum           |                        |
| Militärmuseum Rokycany                                | Vojenské muzeum           |                        |
| Militärmuseum Vlkoš                                   | Vojenské muzeum           |                        |